# Донован, Элиза
Ли́за Эдали́н «Эли́за» До́нован (англ. Lisa Adaline «Elisa» Donovan; 3 февраля 1971, Покипси, Нью-Йорк, США) — американская актриса, писательница, кинопродюсер, танцовщица, гимнастка и конник.

## Биография
Лиза Эдалин Донован (настоящее имя Элизы) родилась 3 февраля 1971 года в Покипси (штат Нью-Йорк, США) в семье бизнесмена Джека Донована и его жены Шарлотт Донован.

## Карьера
Лиза сменила своё имя на Элиза, начав играть в «Actor's Equity», так как там уже была актриса Лиза Донован.
В 1994—2012 года Элиза сыграла в 50-ти фильмах и телесериалах, включая роль Эмбер в фильме «Бестолковые» (1995).
Также Элиза является писательницей, кинопродюсером, певицей, танцовщицей, гимнасткой и конником.

## Личная жизнь
С 20 октября 2012 года Элиза замужем за Чарли Бигелоу, с которым она встречалась 3 года до их свадьбы. У супругов есть дочь — Скарлетт Эйвери Бигелоу (род.08.05.2012).

## Избранная фильмография
актриса
| Год       |   | Русское название           | Оригинальное название      | Роль              |
| --------- | - | -------------------------- | -------------------------- | ----------------- |
| 1994      | с | Блоссом                    | Blossom                    | Таня              |
| 1995      | ф | Бестолковые                | Clueless                   | Эмбер             |
| 1995      | с | Отступник                  | Renegade                   | Тина Дуглас       |
| 1995—1996 | с | Беверли-Хиллз, 90210       | Beverly Hills, 90210       | Джинджер ЛаМоника |
| 1998      | ф | Ночь в Роксбери            | A Night at the Roxbury     | Кэмби             |
| 1999      | с | Журнал мод                 | Just Shoot Me!             | Эмбер             |
| 2000—2003 | с | Сабрина — маленькая ведьма | Sabrina, the Teenage Witch | Морган Кавано     |
| 2004      | с | Справедливая Эми           | Judging Amy                | Шелби Кроуфорд    |
| 2006      | с | Морская полиция: Спецотдел | NCIS                       | Ребекка Кемп      |
| 2009      | с | Дайте Санни шанс           | Sonny with a Chance        | Шэрона            |